# Rupununi-Savanne

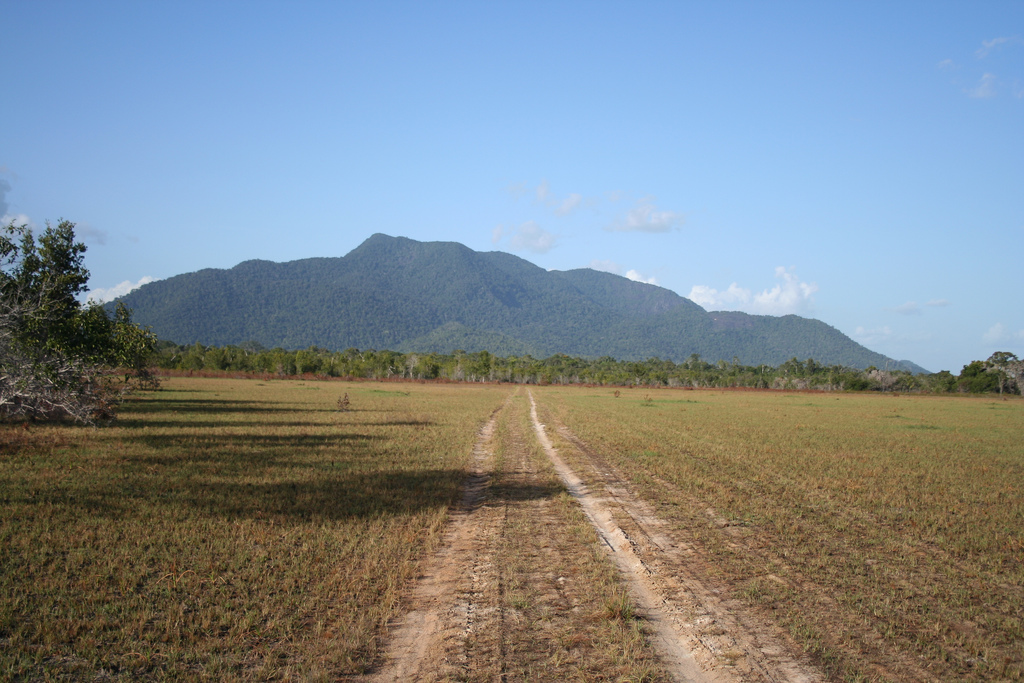
Rupununi Savannah, in der Region Upper Takutu-Upper Essequibo von Guyana.

Rupununi rʌpəˈnʌni ist eine Ökoregion in Guyana, eine Savannen-Ebene in der Region Upper Takutu-Upper Essequibo. Die Ökoregion gehört zur Ökozone Tropical and subtropical grasslands, savannas, and shrublands.

## Merkmale
Die Rupununi-Savanne liegt zwischen dem Rupununi River und der Grenze zwischen Brasilien und Venezuela. Die Savanne bildet das südwestlichste Wildnis-Territorium von Guyana an der Nordostküste von Südamerika. Die Savanne ist gegliedert durch die Kanuku-Mountains, welche sich von Norden nach Süden durch die Ebene erstrecken. Die Ökoregion umfasst ca. 13.000 km² mit unberührten Grasflächen, Sumpfland und Bergregenwäldern. Gewöhnlich wird das Gebiet in der Regenzeit (Mai–August) überschwemmt. Frühe europäische Entdecker sahen in den Rupununi-Auen die Ausläufer des legendären Lake Parime. Im Gebiet leben ca. 15.000 Amerindians (Indianer).

## Biodiversität
Das Savannenland wird durch die Kanuku Mountains in Norden und Süden getrennt und bildet Guyanas am reichsten biologisch diverse Region. Laut der Organisation Conservation International „sichert das Gebiet einen großen Anteil von Guyanas Biodiversität“, unter anderem 250 Vogelarten, 18 davon kommen „nur in den Tieflandwäldern der Guianas vor“. Die Savannen sind voll von Wildtieren und unter anderem auch ein Rückzugsgebiet für Jaguar und Harpyien.

## Bevölkerung
Die Rupununi ist auch Lebensraum für die eingeborenen Völker der Wapishana, Macushi, Wai-wai und Patamona.  Die Wapishana leben hauptsächlich im Süden der Savanne, die Macushi im Norden. Etwa 200 Wai-Wai leben isoliert in der abgelegenen südöstlichen Region an der Grenze zu Brasilien.
Hauptwirtschaftszweig in der Savanne ist cattle ranching (Viehhaltung) zur Fleischgewinnung, Balatá-Harzen (bleeding) zur Latex-Gewinnung; Anbau von Erdnüssen, Mais (corn), Cassava und Gemüse sowie Fischen und Jagen; einige Handwerker stellen Hängematten, Lederprodukte, Nibbi-Möbel (Grasgeflecht) und Perlenarbeiten her.
Neben den Amerindian-Siedlungen gibt es Ranchen, die von Vaqueros (cowboys) bewirtschaftet werden. Einige davon sind Abkömmlinge von schottischen Siedlern aus dem 19. Jahrhundert. Der Hauptort ist Lethem am Takutu, an der Grenze zu Brasilien. Aufgrund der Abgelegenheit der Region wird Handel vor allem mit Brasilien in Portugiesisch getrieben.
1969 begannen einige Rancher einen Aufstand, der als Rupununi Uprising bekannt wurde. Die Revolte wurde jedoch innerhalb weniger Tage unterdrückt.

## Ökotourismus
In der Rupununi-Region wird Ökotourismus stark gefördert. Das Gebiet ist als „protected area“ von der Regierung Guyana unter Schutz gestellt, da dort 80 % der Säugetiere und 60 % der Vogelarten von Guyana vorkommen. Es gibt mittlerweile mehrere Touristen-Lodges wie Dadanawa Ranch oder Karanambu Ranch.
Das Gebiet ist mit Kleinflugzeugen und Helikoptern von Guyanas Hauptstadt Georgetown aus erreichbar. In der Trockenzeit kann man auch auf unbefestigten Straßen mit Allrad-Gefährten in das Gebiet vordringen, wobei Überflutungen von April bis Juni das Reisen unvorhersagbar machen.